# Nabeshima Naotomo
Nabeshima Naotomo (鍋島 直与, 16 juin 1798-7 décembre 1864) est un daimyo de la fin de l'époque d'Edo qui dirige le domaine de Hasunoike dans la province de Hizen (actuelle préfecture de Saga).

## Source de la traduction
- (en) Cet article est partiellement ou en totalité issu de l’article de Wikipédia en anglais intitulé « Nabeshima Naotomo » (voir la liste des auteurs).